# Leahu-Nacu
Leahu-Nacu – wieś w Rumunii, w okręgu Jassy, w gminie Deleni. W 2011 roku liczyła 67 mieszkańców.